# Webb County
Das Webb County ist ein County im Bundesstaat Texas der Vereinigten Staaten. Das U.S. Census Bureau hat bei der Volkszählung 2020 eine Einwohnerzahl von 267.114 ermittelt. Der Sitz der Countyverwaltung (County Seat) ist in Laredo.

## Geographie
Das County liegt im Süden von Texas und grenzt im Südwesten an Mexiko. Es hat eine Fläche von 8743 Quadratkilometern, wovon 48 Quadratkilometer Wasserfläche sind. Es grenzt im Uhrzeigersinn an folgende Countys: Dimmit County, Duval County, Jim Hogg County und Zapata County.
Das County wird vom Office of Management and Budget zu statistischen Zwecken als Laredo, TX Metropolitan Statistical Area geführt.

## Geschichte
Webb County wurde 1848 aus Teilen des Nueces County gebildet. Benannt wurde es nach James Webb, einem Finanzminister, Außenminister und Generalstaatsanwalt von Texas.

## Demografische Daten

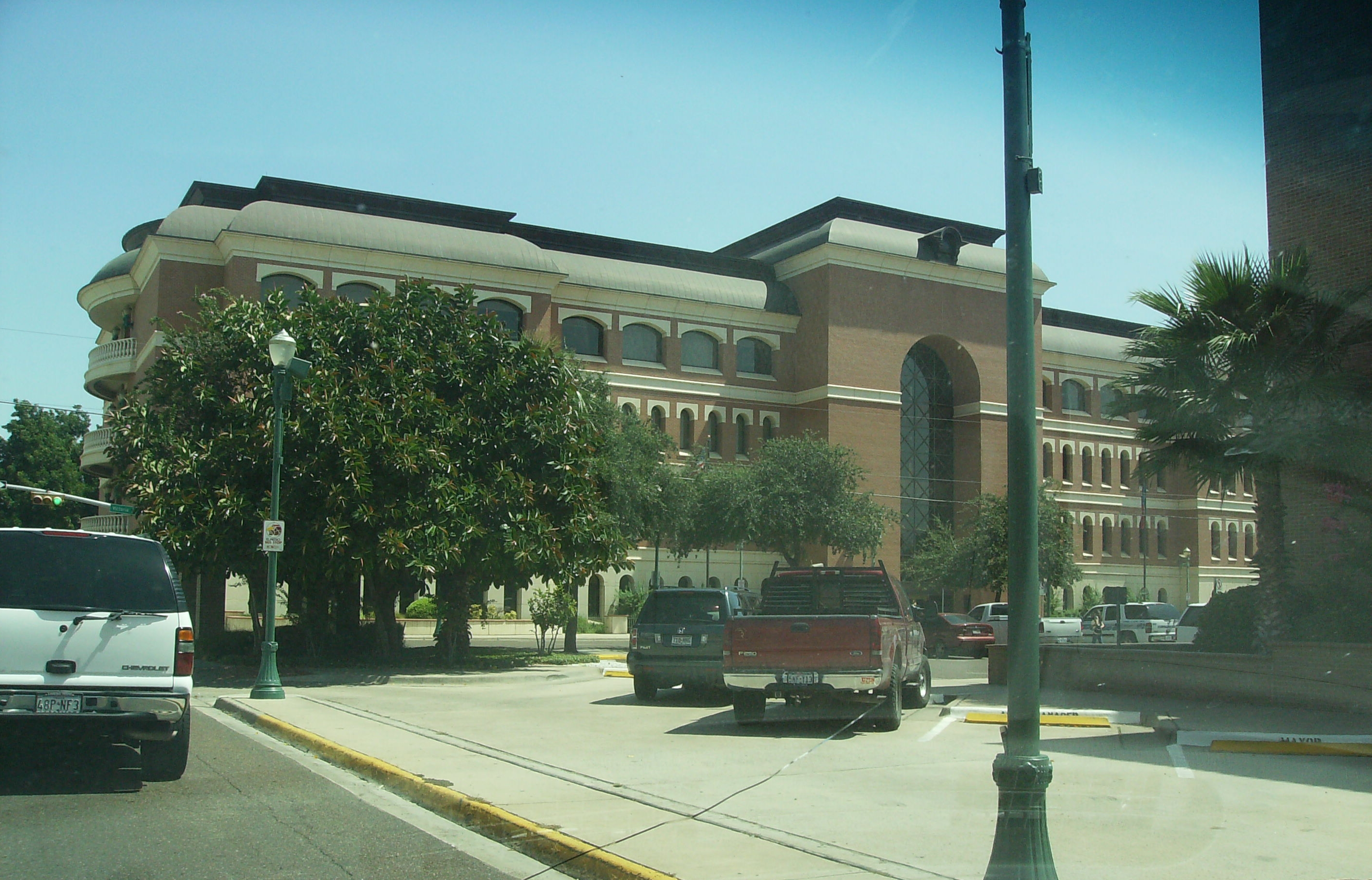
Webb County Verwaltungsgebäude

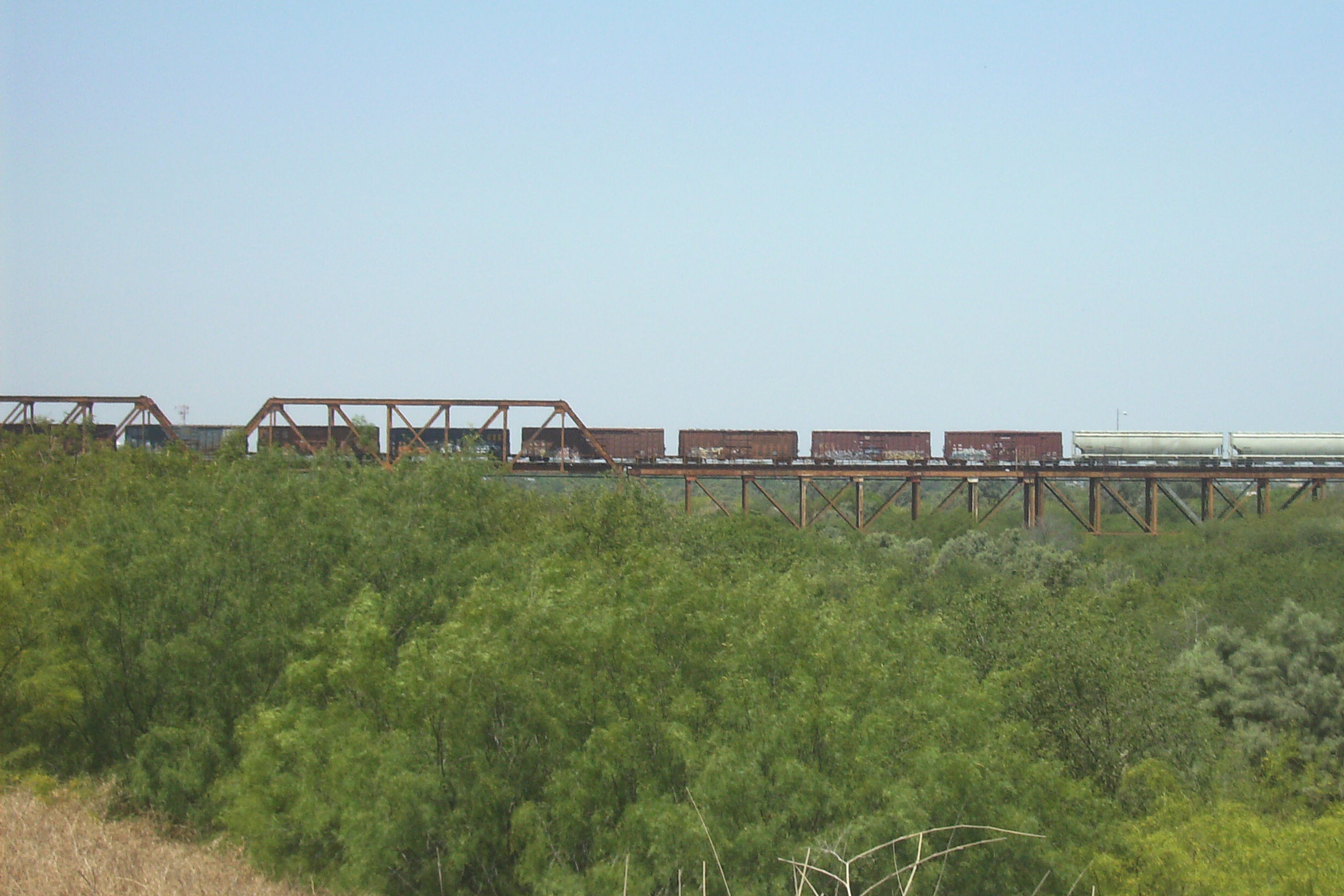
Die Texas Mexican Railway International Bridge

Nach der Volkszählung im Jahr 2000 lebten im Webb County 193.117 Menschen in 50.740 Haushalten und 43.433 Familien. Die Bevölkerungsdichte betrug 22 Einwohner pro Quadratkilometer. Ethnisch betrachtet setzte sich die Bevölkerung zusammen aus 82,16 Prozent Weißen, 0,37 Prozent Afroamerikanern, 0,47 Prozent amerikanischen Ureinwohnern, 0,43 Prozent Asiaten, 0,02 Prozent Bewohnern aus dem pazifischen Inselraum und 14,00 Prozent aus anderen ethnischen Gruppen; 2,54 Prozent stammten von zwei oder mehr Ethnien ab. 94,28 Prozent der Einwohner waren spanischer oder lateinamerikanischer Abstammung.
Von den 50.740 Haushalten hatten 53,2 Prozent Kinder oder Jugendliche, die mit ihnen zusammen lebten. 62,6 Prozent waren verheiratete, zusammenlebende Paare 18,3 Prozent waren allein erziehende Mütter und 14,4 Prozent waren keine Familien. 12,4 Prozent waren Singlehaushalte und in 5,1 Prozent lebten Menschen im Alter von 65 Jahren oder darüber. Die durchschnittliche Haushaltsgröße betrug 3,75 und die durchschnittliche Familiengröße betrug 4,10 Personen.
36,2 Prozent der Bevölkerung war unter 18 Jahre alt, 11,4 Prozent zwischen 18 und 24, 29,3 Prozent zwischen 25 und 44, 15,6 Prozent zwischen 45 und 64 und 7,6 Prozent waren 65 Jahre alt oder älter. Das Durchschnittsalter betrug 26 Jahre. Auf 100 weibliche Personen kamen 92,9 männliche Personen und auf 100 Frauen im Alter von 18 Jahren oder darüber kamen 87,9 Männer.
Das jährliche Durchschnittseinkommen eines Haushalts betrug 28.100 USD, das Durchschnittseinkommen einer Familie betrug 29.394 USD. Männer hatten ein Durchschnittseinkommen von 23.618 USD, Frauen 19.018 USD. Das Prokopfeinkommen betrug 10.759 USD. 26,7 Prozent der Familien und 31,2 Prozent der Einwohner lebten unterhalb der Armutsgrenze.

## Orte
- Aguilares
- Botines
- Bruni
- Callaghan
- Del Mar
- El Cenizo
- Fort McIntosh
- La Presa
- Laredo
- Laredo Ranchettes
- Larga Vista
- Mirando City
- Nye
- Oilton
- Orvil
- Ranchitos Las Lomas
- Ranchos Penitas West
- Rio Bravo
- Rio Bravo Colonia